# 川口勝太
川口 勝太（かわぐち しょうた、1984年8月5日 - ）は、日本のプロボクサー。長崎県長崎市出身。長崎市立三重中学校、長崎県立明誠高等学校を卒業。大阪府大阪市在住。堺東ミツキボクシングジム（大阪府堺市）所属。元WBOアジア太平洋スーパーフライ級暫定王者。
大きな郷土愛の持ち主で、毎回試合時に着用するトランクスに『PRIDE OF NAGASAKI』の文字を刻み込んでいる。

## 人物
18歳の時に元WBC世界バンタム級王者の辰吉丈一郎にあこがれボクシング未経験で単身大阪へ移住。
2009年8月、青木一平(六島)に判定勝ちし、西日本新人王を獲得。その後、西軍代表として全日本新人王決勝に駒を進めるも、東日本代表の野崎雅光(八王子中屋)に判定負けし、全日本新人王の獲得はならず。
2013年12月、大阪市の淀川区民センターで行われた8回戦で井岡一翔が持つ世界王座に挑戦歴を有するWBC世界フライ級12位のヨードグン・トーチャルンチャイ(タイ)に3-0の判定勝ちし、世界ランク入り。
2015年4月と10月に元WBC世界フライ級王者でWBC世界スーパーフライ級4位のソニー・ボーイ・ハロ(フィリピン)と対戦。初戦は一進一退の攻防の末、0-2の判定で惜敗。前戦の雪辱を期し臨んだ2戦目は、序盤から積極的に攻撃を仕掛けてリードする展開も、7回逆転のTKO負けで連敗。
2016年1月、ボクサー生命を賭けて堺東ミツキジムに移籍。袂(たもと)を分かっていた師・野上真司トレーナーを頼り、心機一転を図る。
2016年4月、OPBF東洋太平洋フライ級8位で元WBC世界フライ級王者の五十嵐俊幸を圧倒するも負傷引き分けに終わった強豪ジョナサン・フランシスコ(フィリピン)と対戦。相手の大振りのパンチを外して試合を支配、最大で5ポイント差を付け、執念で勝利をもぎとった。

## 王座獲得
2016年10月28日、フィリピン・ミンダナオ島 カガヤン・デ・オロで、WBOアジア太平洋スーパーフライ級暫定王者のラクニラン・ムアトランサラカン(タイ)に挑戦。序盤からジャブで先制。12戦全勝(8KO)のチャンピオンも緩急を使った動きで応戦。3回に停電が起こり試合中断するアクシデントなど、海外の洗礼を浴びる。その後は一進一退。中盤から勝負をかけプレッシャーを強め、チャンピオンを後退させて細かいパンチを集めてペースを握る。9回、バッティングで傷口が大きく広がり、ここで試合はドクターストップ。フィリピン人ジャッジ3人の採点は全員が87-84で川口に軍配。
クールな川口も『winner by blue corner SHOTA KAWAGUCHI !!』のコールに飛び上がって喜びを爆発させ、悲願のベルトをかみしめた。

## 王座喪失〜再起
2017年4月2日、大阪府立体育会館でOPBF東洋太平洋スーパーフライ級チャンピオンのレネ・ダッケルと対戦。アジア王座2冠獲得を狙うも、1-2の判定で惜敗。
王座獲得ならずと同時に保持していたWBOアジア太平洋暫定王座も失う。
2017年8月30日、フィリピン・ミンダナオ島 カガヤン・デ・オロで、レイモンド・デイハム(フィリピン)を相手に再起戦を行う。初回からペースを握り、距離を詰めてくる相手にアッパー、ボディーで追い詰める。ダメージの蓄積したデイハムは4回開始のゴングに応じることなく、この回終了でTKO勝利。王座獲得を果たした思い出の地で再起を飾った。

## 戦績
- プロボクシング：30戦 21勝（9KO）8敗 1分

| 戦           | 日付           | 勝敗 | 時間 | 内容     | 対戦相手                       | 国籍       | 備考                                        |
| ------------ | -------------- | ---- | ---- | -------- | ------------------------------ | ---------- | ------------------------------------------- |
| 1            | 2006年6月11日  | 敗北 | 1R   | KO       | 貴田哲也(大阪帝拳)             | 日本       |                                             |
| 2            | 2007年2月11日  | 勝利 | 3R   | KO       | 福留宏行(井岡)                 | 日本       |                                             |
| 3            | 2008年3月20日  | -    | 4R   | 引き分け | 森川真一郎(高砂)               | 日本       |                                             |
| 4            | 2008年8月2日   | 勝利 | 4R   | 判定     | スナイパー玉野(六島)           | 日本       |                                             |
| 5            | 2008年11月9日  | 勝利 | 4R   | 判定     | 内田悟(グリーンツダ)           | 日本       |                                             |
| 6            | 2009年3月21日  | 勝利 | 4R   | 判定     | 藤原大貴(WOZ)                  | 日本       |                                             |
| 7            | 2009年7月12日  | 勝利 | 4R   | 判定     | 松吉成祐(八尾)                 | 日本       |                                             |
| 8            | 2009年8月15日  | 勝利 | 5R   | 判定     | 青木一平(六島)                 | 日本       | 西日本スーパーフライ級新人王獲得            |
| 9            | 2009年9月26日  | 勝利 | 4R   | 判定     | 宮本達矢(平仲)                 | 日本       |                                             |
| 10           | 2009年11月14日 | 勝利 | 5R   | 判定     | 鶴見旭(三津山)                 | 日本       |                                             |
| 11           | 2009年12月20日 | 敗北 | 5R   | 判定     | 野崎雅光(八王子中屋)           | 日本       |                                             |
| 12           | 2010年8月7日   | 勝利 | 8R   | KO       | 西村崇(ヨシヤマ)               | 日本       |                                             |
| 13           | 2010年12月17日 | 敗北 | 1R   | KO       | 石崎義人(真正)                 | 日本       |                                             |
| 14           | 2011年5月28日  | 勝利 | 6R   | 判定     | 岡田壮平(正拳)                 | 日本       |                                             |
| 15           | 2011年8月20日  | 勝利 | 6R   | KO       | 西村崇(ヨシヤマ)               | 日本       |                                             |
| 16           | 2011年11月13日 | 勝利 | 1R   | KO       | チャットポン・ポーティティマ   | タイ       |                                             |
| 17           | 2012年2月6日   | 敗北 | 8R   | 判定     | 大塚隆太(18鴻巣)               | 日本       |                                             |
| 18           | 2012年11月3日  | 勝利 | 7R   | 負傷判定 | 竹本裕規(ハラダ)               | 日本       |                                             |
| 19           | 2013年4月14日  | 勝利 | 7R   | KO       | 中澤翔(大鵬)                   | 日本       |                                             |
| 20           | 2013年8月18日  | 勝利 | 1R   | KO       | ヨドクンクライ・ソーラッダジム | タイ       |                                             |
| 21           | 2013年12月21日 | 勝利 | 8R   | 判定     | ヨードグン・トーチャルンチャイ | タイ       |                                             |
| 22           | 2014年3月9日   | 勝利 | 1R   | KO       | コンクルン・トーコンギル       | タイ       |                                             |
| 23           | 2014年8月3日   | 敗北 | 7R   | 負傷判定 | 奥本貴之(グリーンツダ)         | 日本       |                                             |
| 24           | 2014年10月13日 | 勝利 | 8R   | KO       | 磯野鉱輔(真正)                 | 日本       |                                             |
| 25           | 2015年4月29日  | 敗北 | 8R   | 判定     | ソニー・ボーイ・ハロ           | フィリピン |                                             |
| 26           | 2015年10月18日 | 敗北 | 7R   | TKO      | ソニー・ボーイ・ハロ           | フィリピン |                                             |
| 27           | 2016年4月29日  | 勝利 | 10R  | 判定     | ジョナサン・フランシスコ       | フィリピン |                                             |
| 28           | 2016年10月28日 | 勝利 | 9R   | 負傷判定 | ラクニラン・ムアトランサラカン | タイ       | WBOアジア太平洋スーパーフライ級暫定王座獲得 |
| 29           | 2017年4月2日   | 敗北 | 12R  | 判定     | レネ・ダッケル                 | フィリピン | OPBF東洋太平洋スーパーフライ級王座挑戦      |
| 30           | 2017年8月30日  | 勝利 | 3R   | TKO      | レイモンド・デイハム           | フィリピン |                                             |
| テンプレート |                |      |      |          |                                |            |                                             |

## 獲得タイトル
- 2009年度 西日本スーパーフライ級新人王
- WBOアジアパシフィック暫定スーパーフライ級王座